# Katarzyna Domanska
Kasia Domanska, właśc. Katarzyna Domańska (ur. 15 lutego 1972 w Warszawie) – polska malarka.

## Życiorys
W latach 1990–1995 studiowała w Akademii Sztuk Pięknych w Warszawie na Wydziale Malarstwa w pracowni prof. Zbigniewa Gostomskiego oraz w pracowni rzeźby prof. Gustawa Zemły. Dyplom uzyskała w 1995 r.
Brała udział w licznych wystawach w Polsce i za granicą (Nowy Jork, Londyn, Florencja). Dwa razy została laureatką konkursu „The Painting of the Year“. Wybrano ją do udziału w Międzynarodowym Biennale Sztuki we Florencji (Biennale Internazionale dell’Arte Contemporanea), trzy razy była finalistką Narodowego Festiwalu „The Supermaket of Art“.
Ma na swoim koncie wystawy indywidualne w takich galeriach, jak: Bochenska Gallery, Fabryka Trzciny, Flying Gallery. Jej obrazy były publikowane w wielu mediach: „Elle”, „Artinfo”, „Sztuka”, „Warsaw Business Journal”, „Rzeczpospolita”, „Twój Styl”. Informacje o wystawach oraz wywiady były emitowane w głównych telewizyjnych programach informacyjnych takich jak m.in.: TVN24, Wiadomości, Panorama.
Kolorowe zdjęcia i slajdy wykonane w czasie jej podróży zastępują wstępne szkice. Powiększone przenosi na płótna i maluje w skali 1:1. Częstą tematyką jej twórczości jest też podwodny świat miasta, tzn. stylizowane na hiperrealistyczne obrazy zdjęcia kobiet w basenie.
Według recenzenta z czasopisma Europa:

Posługując się fotografią jako sytuacją wyjściową dla sposobu uprawiania malarstwa, uczyniła z niego własny, rozpoznawalny styl. Trudno w jej obrazach oddzielić rzeczywistość od fikcji. Hiperrealistyczna dosłowność szczegółów nie jest wyłącznie stylistycznym zabiegiem, nawiązaniem do malarskiego realizmu lat 60., ale raczej manifestacją określonego postrzegania rzeczywistości. Obrazy Domańskiej odnoszą się nie tyle do świata widzianego obiektywem aparatu fotograficznego, ile do rzeczywistości niekontrolowanego przenikania się imitacji i oryginału. Dosłowne znaczenie pozornie banalnej, powierzchownej urody odwzorowanych przedmiotów i sytuacji jest również tłem dla symbolicznej celebracji emocji, nastrojów, refleksji, afirmacji natury

.